# Rodrigo de Brito
Rodrigo Luján De Brito (sinh ngày 20 tháng 1 năm 1992 ở Buenos Aires) là một hậu vệ bóng đá người Argentina.

## Danh hiệu
- Santa Tecla
  - Primera División (1): Clausura 2015